# Musée national de la Marine de Brest
Pour les articles homonymes, voir Musée national de la Marine.
Le musée national de la Marine de Brest est un musée maritime situé dans le château de Brest.
Il abrite un patrimoine témoignant de l'histoire de l'arsenal de Brest et de la Marine française.

## Description
Ce musée est l'une des cinq antennes du musée national de la Marine avec Paris, Port-Louis, Rochefort (Ancienne école de médecine navale et Hôtel de Cheusses) et Toulon. 
La visite de ce musée maritime associe intérieur et extérieur et permet de découvrir ses collections maritimes : modèles de navires, instruments de navigation, peintures, sculptures — figures de proue et de poupe, bustes de figures légendaires liées au monde maritime — et objets d'art.
Il organise des visites thématiques sur l'architecture du château, la construction navale, la décoration navale, la vie à bord, l'arsenal, et l'expédition de La Pérouse.
À la fin du XVIIe siècle, le site abrite un « dépôt de nègres ».

## Collections

### Sculpture
- Yves Collet ;
  - Amphitrite, statue en bois ;
  - Minerve, statue en bois ;
  - Neptune, groupe en bois ;
  - Buste du duc de Vivonne, bois ;
  - Buste de Blaise-Joseph Ollivier, bois ;
  - Buste du comte de Toulouse, bois ;
  - Buste du marquis de Coëtlogon, bois ;
- Georges Guiraud, Buste de Portzmoguer, marbre[3].
- François Rude, Buste de La Pérouse, plâtre[4].

### Peinture
- Marie Détrée-Hourrière[réf. nécessaire]

### Galerie

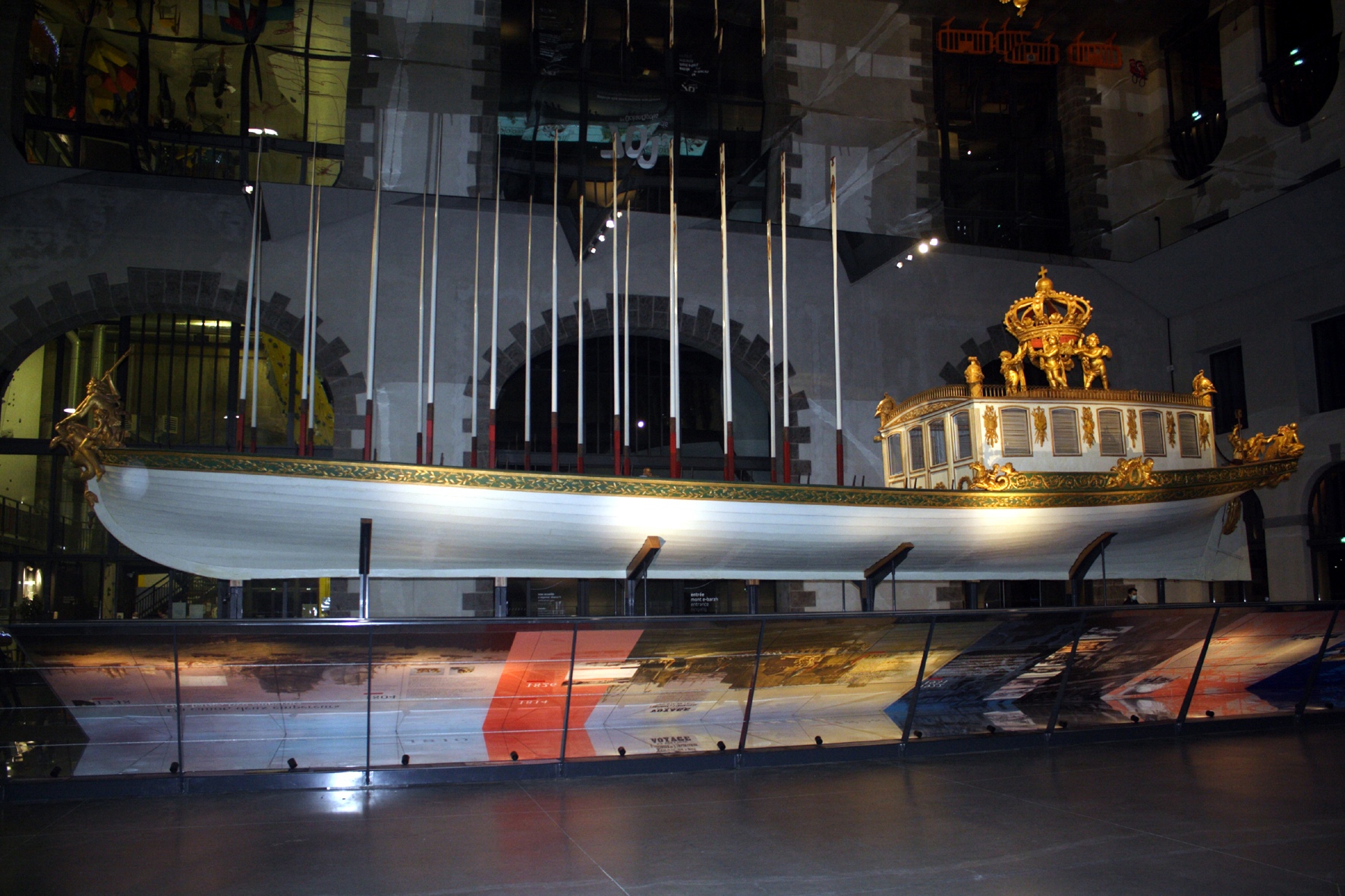
Le canot de l'Empereur, 1810 (Inv. 7 SO 2).
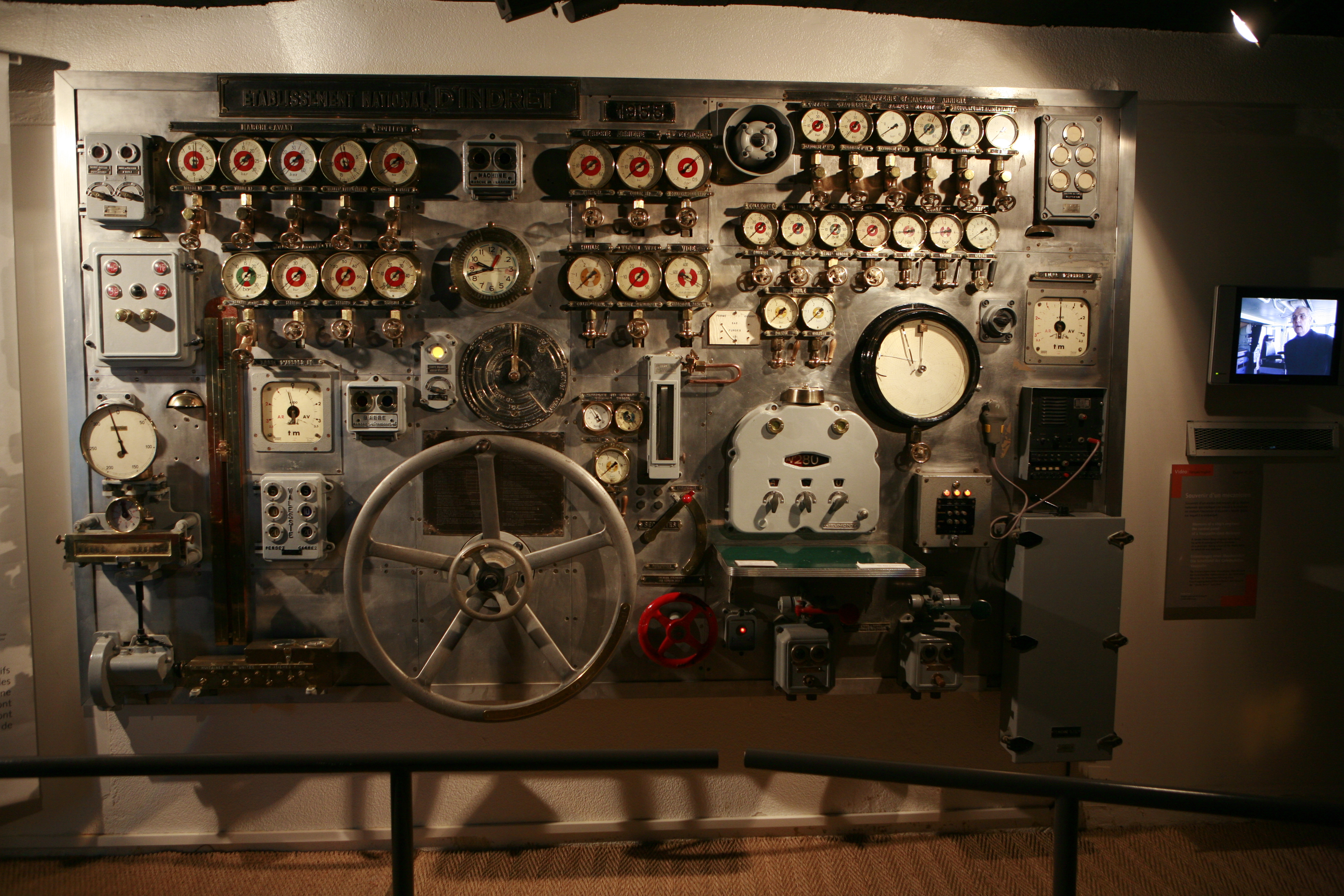
Le tableau de commande de la machine du Vauquelin (Inv. 17 CN 38).
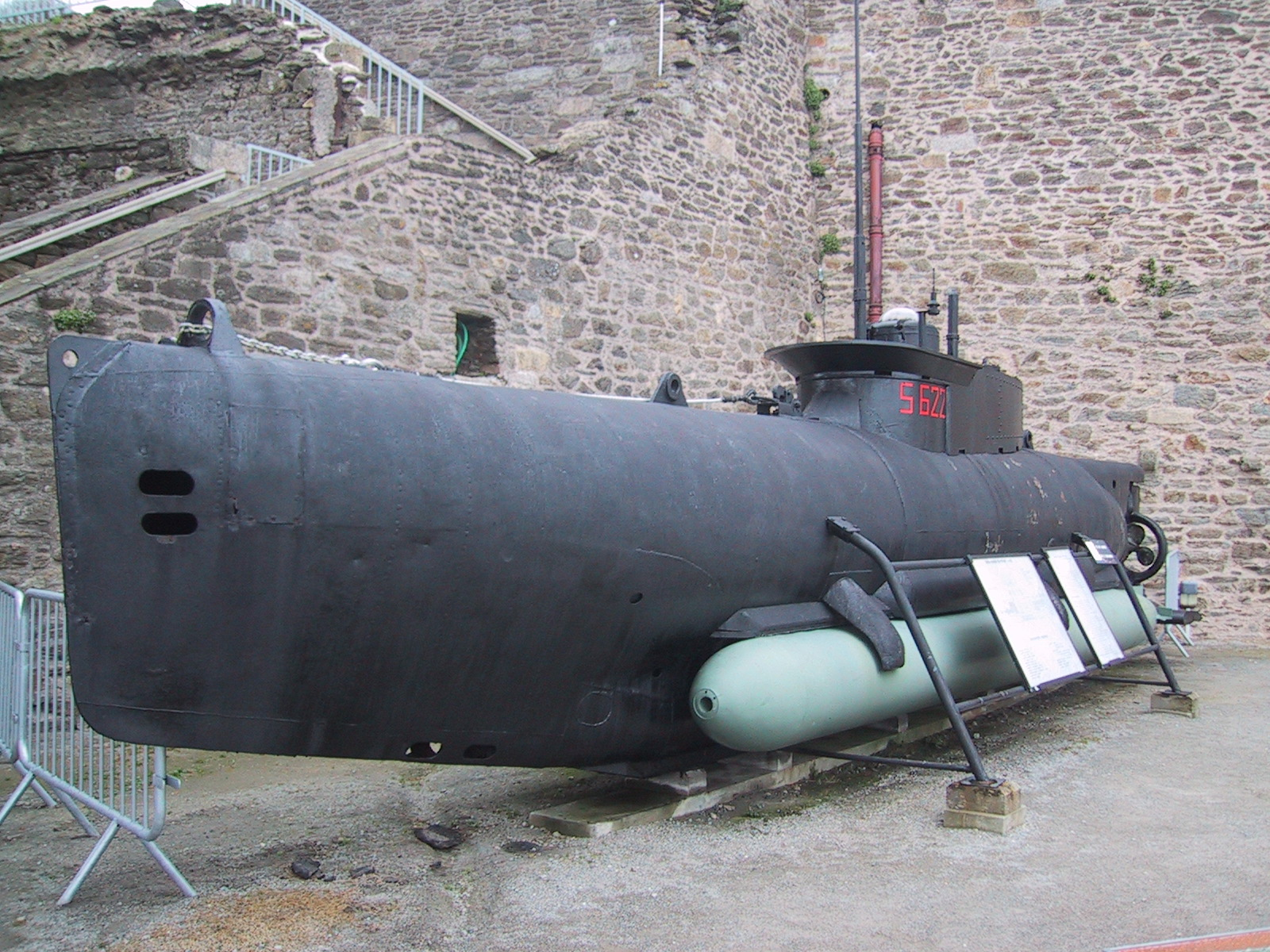
Sous-marin de poche de la classe Seehund, le S622 (Inv. 31 MG 19).
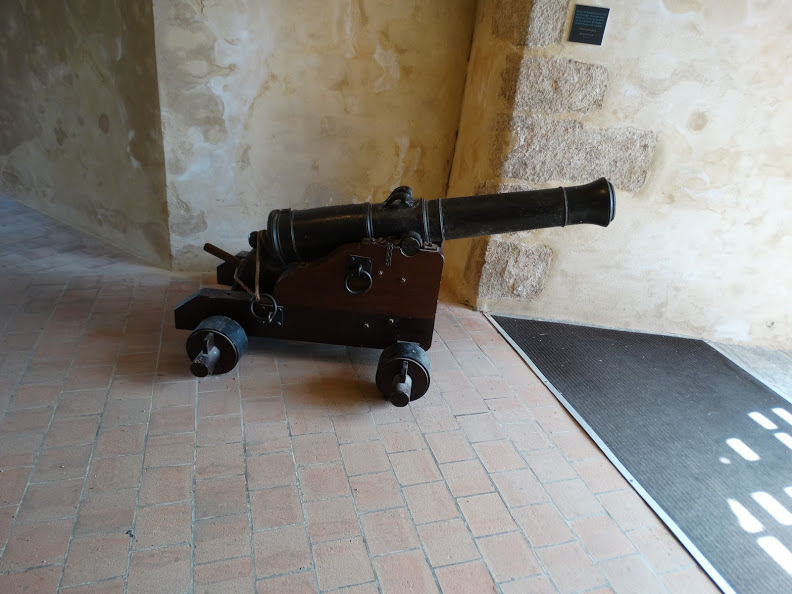
Canon portugais, 18e siècle (Inv. 5 AR 62).
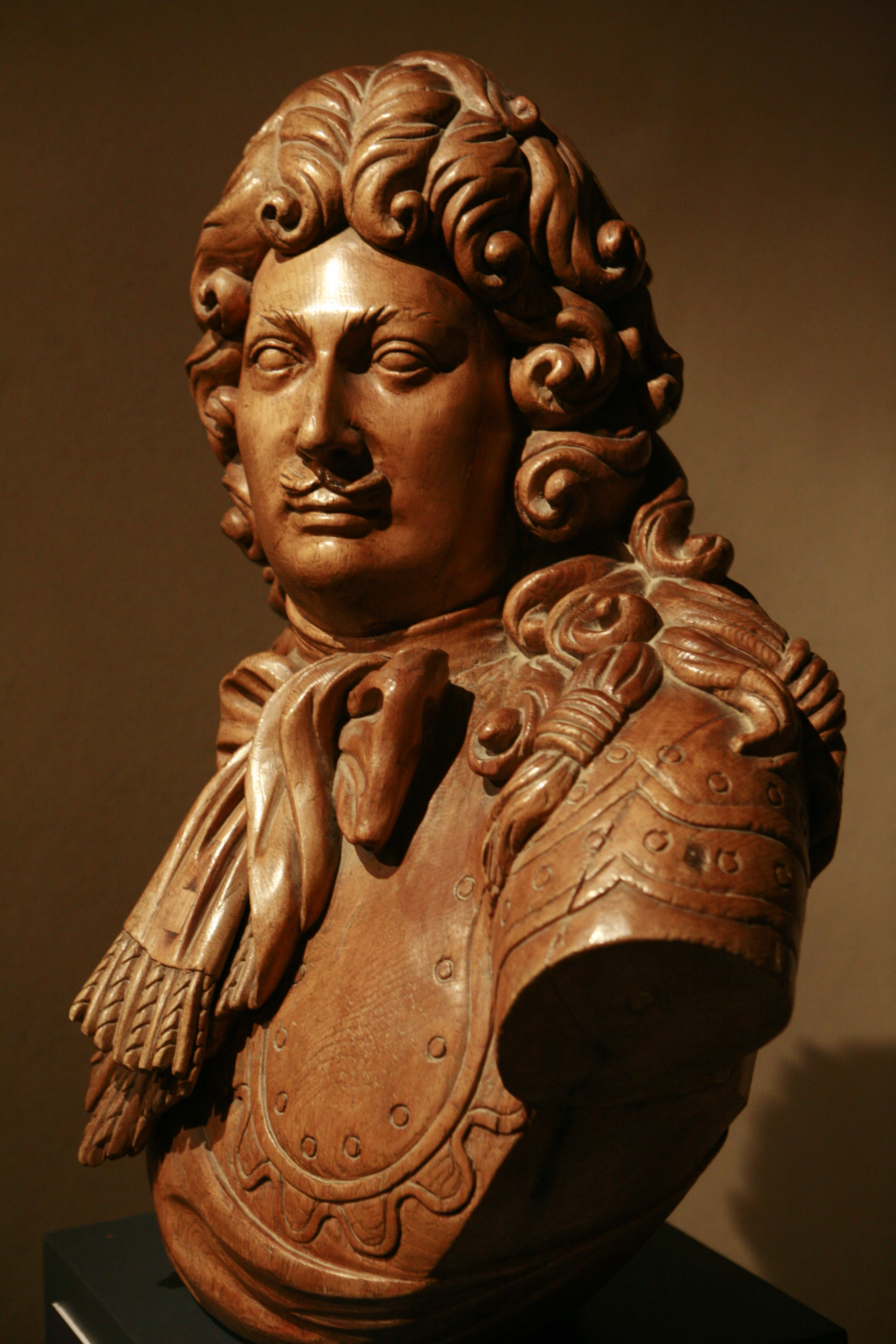
Yves Collet, Buste du duc de Vivonne (Inv. 41 OA 95).
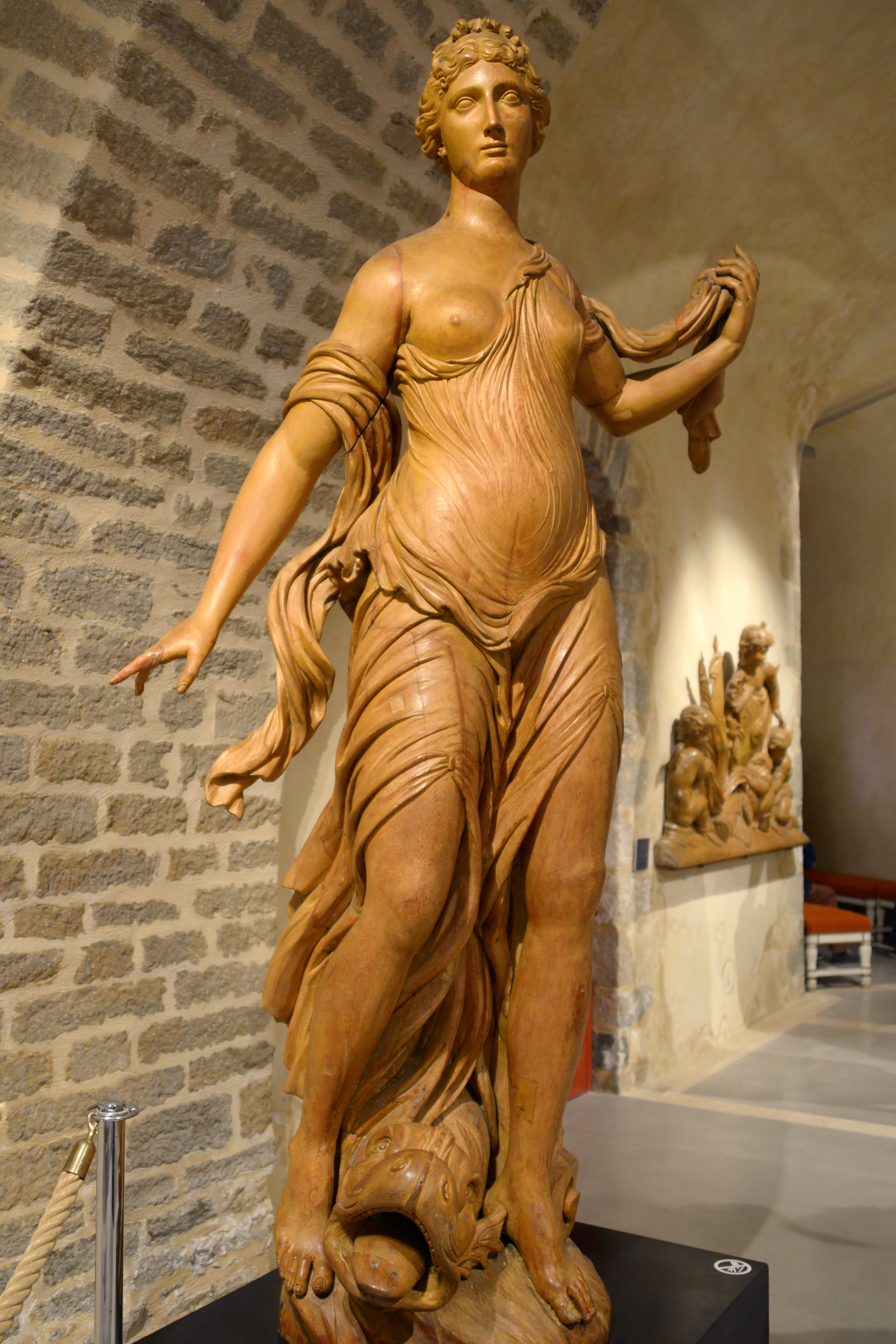
Yves Collet, Amphitrite (Inv. 41 OA 114).
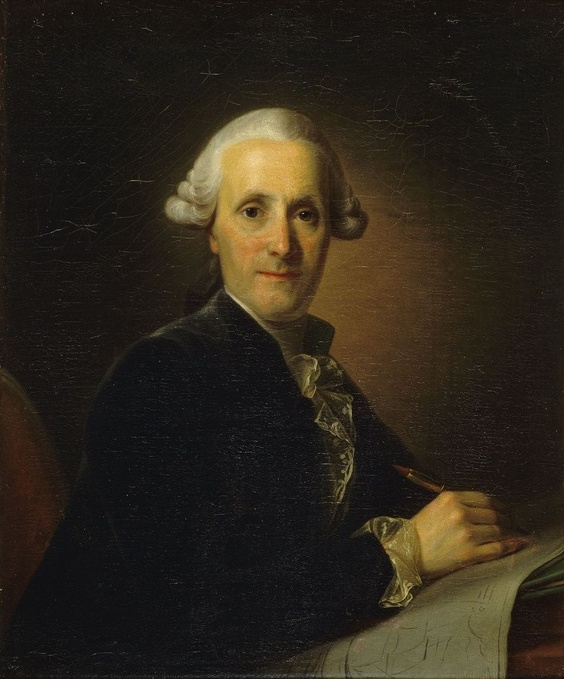
Portrait de Nicolas Ozanne, attribué à Nicolas Ozanne, 2eme moitié du 18e siècle (Inv. 3 OA 15).

## Expositions temporaires
- Voyage en terres australes, Crozet et Kerguelen 1772-2022 (24 juin 2022 - 5 mars 2023)
- Plongée, contre-plongée : Les sous-marins dans l’objectif  (16 juin 2023 - 10 mars 2024)
- La Jeanne, fille de Brest (1964-2010) - (15 juin - 22 septembre 2024)
- Jeux sur l’eau, en quête de victoires (5 juillet 2024 - 10 mars 2025)